# Équipe d'Irlande de rugby à XV au Tournoi britannique 1894
L'équipe d'Irlande a remporté le Tournoi britannique de rugby à XV 1894, en remportant trois victoires. C'est sa première victoire dans le tournoi. Elle réussit à cette occasion sa première triple couronne. 
L'Irlande a aussi remporté le tournoi en 1896 et en 1899.
18 joueurs ont contribué à ce succès. Edmund Forrest en est le capitaine, James Lytle, John Lytle, Sam Lee, Harry Lindsay, Lucius Gwynn, William Gardiner, Charles Rooke, H.G. Wells, font partie de l'équipe.
En 1894, l'Irlande suit le modèle gallois en utilisant sept arrières au lieu de six. Les Gallois ont une équipe impressionnante et un nouveau système de jeu qui change la face de ce jeu. Le système à « quatre trois-quarts » mis en place depuis 1890 porte ses fruits. Le système à  « six arrières/neuf avants » n'est plus de taille contre le système gallois et avoir quatre trois quarts devient une norme au niveau des équipes nationales comme des clubs. 
En 1894, l'Irlande bat successivement l'Angleterre 7-5, l'Écosse 5-0 et le pays de Galles 3-0, et elle remporte son premier tournoi avec à la clé une triple couronne, c'est-à-dire une victoire sur chacune des autres nations britanniques et irlandaise. C'est seulement la deuxième victoire irlandaise sur l'Écosse en dix-huit rencontres et la deuxième victoire irlandaise sur l'Angleterre en dix-huit rencontres.
Dans les années 1890, le rugby est essentiellement un jeu pour la classe moyenne protestante. Le seul catholique de l'équipe de 1894 d'Edmund Forrest est Tom Crean. Dix huit joueurs ont disputé les trois matchs qui ont permis à l'Irlande de remporter la première triple couronne: treize viennent de trois clubs de Dublin, Wanderers, Dublin University et Bective Rangers, et les cinq derniers de l'Ulster. 

## Première Ligne
- A.T.W. BOND (2 matchs)
- James Lytle (3 matchs)
- John Lytle (3 matchs)
- G. WALMSLEY (1 match)

## Deuxième Ligne
- J.H. O’CONOR (3 matchs)
- Harry Lindsay (3 matchs)

## Troisième Ligne
- Charles Rooke (3 matchs)
- Edmund Forrest (3 matchs)
- Tom Crean (3 matchs)

## Demi de mêlée
- B.B.TUKE (3 matchs)

## Demi d'ouverture
- W.S.BROWN (3 matchs)

## Trois-quarts centre
- William Gardiner (3 matchs)
- Sam Lee (3 matchs)

## Trois-quarts aile
- Lucius Gwynn (3 matchs)
- R. DUNLOP (1 match)
- H.G. Wells (2 matchs, 3 points, 1 essai)

## Arrière
- P.J. GRANT (2 matchs)
- W. SPARROW (1 match)

## Classement
|                | MJ | V | N | D | PP | PC | Pts |
| -------------- | -- | - | - | - | -- | -- | --- |
| Irlande        | 3  | 3 | 0 | 0 | 15 | 5  | 6   |
| Angleterre     | 3  | 1 | 0 | 2 | 29 | 16 | 2   |
| Écosse         | 3  | 1 | 0 | 2 | 6  | 12 | 2   |
| Pays de Galles | 3  | 1 | 0 | 2 | 10 | 27 | 2   |

## Résultats
| Le 3 février à Blackheath, Londres | Angleterre | 5 - 7 | Irlande        |
| Le 24 février à Dublin             | Irlande    | 5 - 0 | Écosse         |
| Le 10 mars à Belfast               | Irlande    | 3 - 0 | Pays de Galles |

## Meilleur réalisateur
- James Lytle

## Meilleur marqueur d'essais
- James Lytle, John Lytle, H.G. Wells 1 essai